# Ammomanes cinctura
Calhandra-das-dunas  ou calhandrinha-das-dunas (Ammomanes cinctura) é uma espécie de ave da família Alaudidae.
Pode ser encontrada nos seguintes países: Afeganistão, Argélia, Cabo Verde, Chade, Egipto, Irão, Iraque, Israel, Itália, Jordânia, Kuwait, Líbano, Líbia, Mali, Malta, Mauritânia, Marrocos, Níger, Omã, Paquistão, Arábia Saudita, Sudão, Síria, Tunísia, Saara Ocidental e Iémen.
Os seus habitats naturais são: desertos quentes.